# Franciela Krasucki
Franciela das Graças Krasucki Davide (Valinhos, 26 aprile 1988) è una velocista brasiliana.

## Palmarès
| Anno | Manifestazione          | Sede           | Evento      | Risultato  | Prestazione | Note                  |
| ---- | ----------------------- | -------------- | ----------- | ---------- | ----------- | --------------------- |
| 2003 | Mondiali allievi        | Sherbrooke     | 100 m piani | 4ª         | 11"61       |                       |
| 2004 | Mondiali juniores       | Grosseto       | 100 m piani | Semifinale | 11"86       |                       |
| 2004 | Mondiali juniores       | Grosseto       | 200 m piani | Semifinale | 24"22       |                       |
| 2005 | Mondiali allievi        | Marrakech      | 100 m piani | 4ª         | 11"45       |                       |
| 2005 | Mondiali allievi        | Marrakech      | Svedese     | Bronzo     | 2'06"60     |                       |
| 2006 | Mondiali juniores       | Pechino        | 100 m piani | 7ª         | 11"71       |                       |
| 2006 | Mondiali juniores       | Pechino        | 200 m piani | Semifinale | 24"14       |                       |
| 2006 | Mondiali juniores       | Pechino        | 4×100 m     | 4ª         | 44"45       |                       |
| 2011 | Campionati sudamericani | Buenos Aires   | 4×100 m     | Argento    | 44"56       |                       |
| 2011 | Mondiali                | Taegu          | 4×100 m     | 6ª         | 43"10       |                       |
| 2011 | Giochi panamericani     | Guadalajara    | 4×100 m     | Oro        | 42"85       | Record nazionale      |
| 2012 | Giochi olimpici         | Londra         | 4×100 m     | 7ª         | 42"91       |                       |
| 2013 | Campionati sudamericani | Cartagena      | 100 m piani | Argento    | 11"27       |                       |
| 2013 | Campionati sudamericani | Cartagena      | 4×100 m     | Oro        | 43"37       |                       |
| 2013 | Mondiali                | Mosca          | 100 m piani | Semifinale | 11"34       |                       |
| 2013 | Mondiali                | Mosca          | 200 m piani | Batteria   | 23"20       |                       |
| 2013 | Mondiali                | Mosca          | 4×100 m     | Finale     | dnf         |                       |
| 2014 | Mondiali indoor         | Sopot          | 60 m piani  | Semifinale | 7"31        |                       |
| 2014 | World Relays            | Nassau         | 4×100 m     | 7ª         | 43"67       |                       |
| 2014 | Giochi sudamericani     | Santiago       | 100 m piani | Bronzo     | 11"67       |                       |
| 2015 | World Relays            | Nassau         | 4×100 m     | 6ª         | 42"92       |                       |
| 2015 | Mondiali                | Pechino        | 4×100 m     | Batteria   | 43"15       |                       |
| 2016 | Giochi olimpici         | Rio de Janeiro | 100 m piani | Batteria   | 11"67       |                       |
| 2016 | Giochi olimpici         | Rio de Janeiro | 4×100 m     | Batteria   | dq          |                       |
| 2017 | Campionati sudamericani | Asunción       | 4×100 m     | Oro        | 43"12       | Record dei campionati |
| 2017 | Mondiali                | Londra         | 4×100 m     | 7ª         | 42"63       |                       |
| 2019 | World Relays            | Yokohama       | 4×100 m     | 4ª         | 43"75       |                       |
| 2019 | Giochi panamericani     | Lima           | 100 m piani | Batteria   | 11"87       |                       |